# تريفلات

مجموعة التريفلات

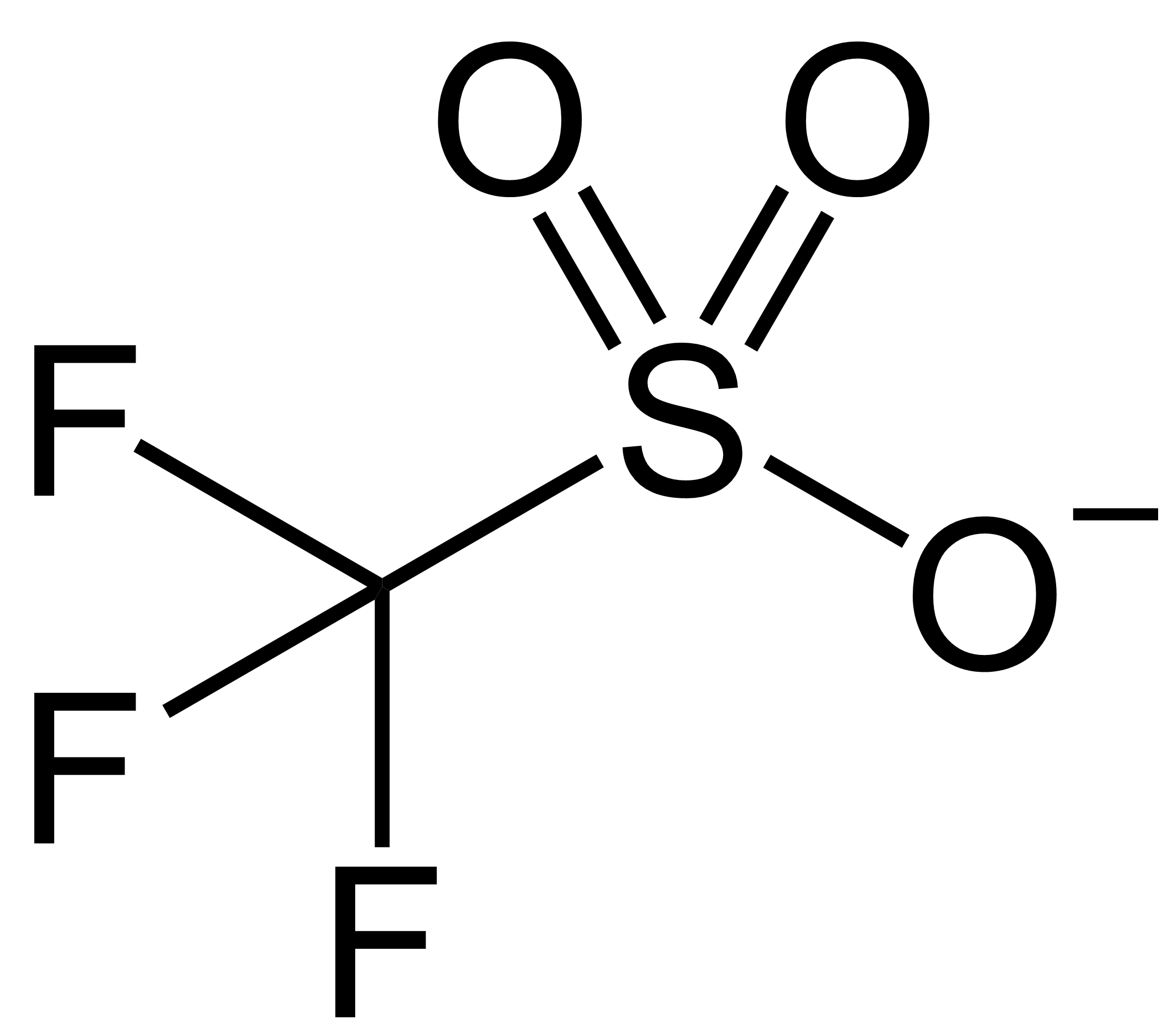
أنيون التريفلات

التريفلات (كما تعرف باسم ثلاثي فلورو ميثان السلفونات) هي مجموعة وظيفية لها الصيغة −CF3SO3 ويرمز لها اختصاراً −OTf.
يعد أنيون التريفلات من الأنيونات متعددة الذرات والتي لها استقرار كبير جداً، وذلك يعود لأن حمض التريفليك من الأحماض الفائقة.

## التحضير
يمكن أن تحضر أملاح التريفلات من مفاعلة كلوريدات الفلزات مع حمض التريفليك النقي أو تريفلات الفضة:
{\displaystyle {\ce {MCln + n HOTf -> M(OTf)n + n HCl}}}
{\displaystyle {\ce {MCln + n AgOTf -> M(OTf)n + n AgCl}}}